# Españolagrondvink
De españolagrondvink (Geospiza conirostris) is een van de zogenaamde Darwinvinken, zangvogels uit de grote Amerikaanse familie Thraupidae (tangaren). De Darwinvinken komen als endemische soorten alleen voor op de Galapagoseilanden.

## Kenmerken
De vogel is 13 tot 15 cm lang. Van alle grondvinken is de snavel dik en vinkachtig. De mannetjes zijn zwart, vrouwtjes en onvolwassen vogels zijn grijsbruin met vlekken. De españolagrondvink is een vrij donkere vink die sterk lijkt op de cactusgrondvink. De soorten komen niet beide op hetzelfde eiland voor.

## Verspreiding en leefgebied
De españolagrondvink komt uitsluitend voor op de het eiland Española. Het leefgebied van de deze grondvink bestaat uit droge gebieden met struikgewas. De vogel foerageert vaak op de grond, de belangrijkste voedselbron zijn de zaden en bloemen van de cactus Opuntia en insecten.

## Status
De vogel is niet zeldzaam en mogelijk is het populatie-aantal stabiel. Er zijn echter naar schatting slechts 250 tot 1000 volwassen vogels binnen een areaal van 60 km². Eilandpopulaties zijn kwetsbaar daarom staat de soort als zodanig op de Rode Lijst van de IUCN.